# Rubus hamiltonii
Rubus hamiltonii är en rosväxtart som beskrevs av Joseph Dalton Hooker. Rubus hamiltonii ingår i släktet rubusar, och familjen rosväxter. Inga underarter finns listade i Catalogue of Life.